# Laurence Chisholm Young
Laurence Chisholm Young   (Göttingen, 14 de juliol de 1905 - Madison, 24 de desembre de 2000), conegut per amics i familiars com Laurie Young, va ser un matemàtic britànic.

## Vida i Obra
Young va néixer a Göttingen (Alemanya) mentre els seus pares, famosos matemàtics tots dos, vivien allà. Va ser escolaritzat a Lausana, però en acabar els estudis secundaris va contraure una escarlatina que el va obligar a deixar els estudis reglats durant un temps. El curs 1924-25 va anar a la universitat de Múnic per estudiar amb Carathéodory, la resta dels seus estudis universitaris els va fer a la universitat de Cambridge. Es va graduar el 1930 i, fins al 1938, va ser professor d'aquesta universitat. El 1938 va ser nomenat professor i cap del departament de matemàtiques de la universitat de Ciutat del Cap en la qual va romandre fins al 1948, quan va passar a la universitat de Wisconsin a Madison, en la qual es va retirar el 1976. Després de retirar-se va continuar molts anys fent docència al Brasil, a la universitat Estatal de Campinas (Sao Paulo) i al Instituto Nacional de Matemática Pura e Aplicada (Rio de Janeiro).
El seu principal camp de treball va ser el càlcul de variacions, la seva principal aportació en aquest camp van ser les mesures de Young, introduïdes en els anys 30' i 40's com corbes/superfícies generalitzades. El 1981, un cop retirat, va publicar un curiós llibre, Mathematicians and Their Times, que consisteix en una sèrie de reflexions sobre el desenvolupament de les matemàtiques des de l'antiguitat i sobre els autors que les van crear.